# Móng (địa chất)
Trong địa chất học, thuật ngữ móng hay móng kết tinh được sử dụng để định nghĩa các lớp đá phía dưới nền trầm tích hay vỏ bọc, hoặc nói tổng quát hơn là bất kỳ loại đá nào dưới đá trầm tích hay bồn trầm tích mà nó là đá biến chất hay đá lửa về nguồn gốc. Tương tự, các loại trầm tích và/hoặc đá trầm tích trên đỉnh của móng có thể được gọi là "vỏ bọc" hay "vỏ bọc trầm tích".
Trên các lục địa châu Âu và Bắc Mỹ móng nói chung chứa các loại đá cổ hơn kiến tạo sơn Variscia. Trên đỉnh của móng Variscia này là các loại evaporit Permi và đá vôi Trung sinh đã trầm lắng. Các evaporit tạo thành một đới yếu mà trên đó lớp vỏ bọc đá vôi cứng hơn (mạnh hơn) có thể chuyển động trên một móng cứng, làm cho sự khác biệt giữa móng và vỏ bọc càng rõ nét hơn.
Một số nhà địa chất không thích sử dụng thuật ngữ móng do họ cảm thấy nó là sự thể hiện quá chung chung cho mọi loại thành hệ biến chất và đá lửa. Vì thế nó được sử dụng chủ yếu trong các bộ môn của địa chất học như địa chất học-bồn địa, trầm tích học và địa chất học-khai thác (để khai thác các hyđrocacbon thì móng không đáng chú ý do nó hiếm khi chứa dầu mỏ hay khí đốt).